# Isagoras
Isagoras var en atensk politiker, verksam omkring 510 f. Kr.
Sedan en spartansk här under Kleomenes I på anstiftan av de revolutionära demokraterna under Kleisthenes störtat Hippias diktatur i Aten, valde spartanerna att lägga Atens styre i händerna på den konservative partiledaren Isagoras och inte på de radikala nydaningsmännen som stötta dem. Han försökte, med stöd av den spartansa militären att genomföra en restauration av det gamla jordadelssamhället, men störtades 508 f. Kr. av Kleisthenes.